# Kurt Schütte
Pour les articles homonymes, voir Schütte.
Kurt Georg Schütte (14 octobre 1909, Salzwedel - 18 août 1998, Munich) est un mathématicien allemand qui a travaillé dans les domaines de la théorie de la démonstration et de l'analyse ordinale.

## Formation, travaux
Kurt Schütte étudie les mathématiques, la physique, la chimie et la philosophie à Berlin et à l'Université de Göttingen, où il obtient son doctorat en 1933 sous la direction de David Hilbert. Il est le dernier étudiant doctorant d'Hilbert, et il a poursuivi son travail auprès de Paul Bernays. Sa thèse est intitulée Untersuchungen zum Entscheidungsproblem der mathematischen Logik.
Il passe ensuite l'examen d'état et devient enseignant en lycée. Durant la Seconde Guerre mondiale, il est météorologue. Après la guerre, il redevient enseignant et entreprend une carrière de chercheur en tant qu'assistant à Göttingen et à Marburg.
En 1953 il résout avec Bartel Leendert van der Waerden le problème du nombre de contact en trois dimensions : il est possible de  disposer 12 sphères unités autour d'une sphère centrale de même rayon.
L'ordinal de Feferman-Schütte, dont il a montré qu'il est l'ordinal précis utilisé pour la prédicativité, porte son nom. Il est le directeur de thèse de 16 étudiants, dont Wolfgang Bibel (en), Wolfgang Maaß, Wolfram Pohlers et Martin Wirsing.
En 1966 il est conférencier invité au congrès international des mathématiciens à Moscou, avec une conférence intitulée Neuere Ergebnisse der Beweistheorie.

## Publications
- Kurt Schütte, Proof theory, vol. 225, Springer-Verlag, coll. « Grundlehren der Mathematischen Wissenschaften », 1977, xii+299 (ISBN 3-540-07911-4, MR 0505313). [3]
  - Beweistheorie, Springer, Grundlehren der mathematischen Wissenschaften, 1960; nouvelle édition trad. en anglais comme Proof Theory, Springer-Verlag, 1977
- Vollständige Systeme modaler und intuitionistischer Logik, Springer 1968
- avec Wilfried Buchholz: Proof Theory of Impredicative Subsystems of Analysis, Bibliopolis, Naples, 1988
- avec Helmut Schwichtenberg (de) : Mathematische Logik, Fischer, Hirzebruch et coll. (eds.) Ein Jahrhundert Mathematik 1890-1990, Vieweg 1990